# Marsdenia olgamarthae
Marsdenia olgamarthae là một loài thực vật có hoa trong họ La bố ma. Loài này được W.D. Stevens mô tả khoa học đầu tiên năm 2000.